# Carpobrotus edulis
El bàlsam (Carpobrotus edulis) és una espècie de planta suculenta reptant d'origen sud-africà. És a la llista de les 100 espècies invasores més dolentes d'Europa i és molt present als Països catalans.
Al Principat, en particular al nord (l'Empordà, Costa Brava, etc.), és conegut popularment com a ungla de gat, o ungla de moix, mentre que, en la botànica, el terme ungla de gat generalment s'usa en referència al Uncaria tomentosa, planta reptant originària del Perú, però també s'usa al País Valencià per referir-se a l'Ononis natrix (gavó, etc.). Popularment, també s'usa el nom de "patata frita" o patata fregida. A Sud-àfrica també rep el nom de figuera dels hotentots (en anglès: Hottentot fig), entre altres noms, ja que el seu fruit és comestible, d'on derivem el nom català per aquest fruit, la figa dels hotentots.
Creix en forma de mata suculenta reptant, i abans estava classificada dins del gènere Mesembryanthemum.
Carpobrotus edulis és fàcil de confondre amb l'espècie Carpobrotus chilensis i les dues espècies s'hibriden fàcilment. Carpobrotus edulis fa flors de color groc de 6 a 12 cm de diàmetre. En canvi, les flors de C. chilensis són de color magenta i més petites.
Arreu del territori espanyol està catalogada com a espècie exòtica invasora. Entre altres, això implica que està prohibit comercialitzar-la i introduir-la al medi natural. Tampoc es poden reintroduir exemplars que hagin estat extrets de la natura.

## Com planta invasora

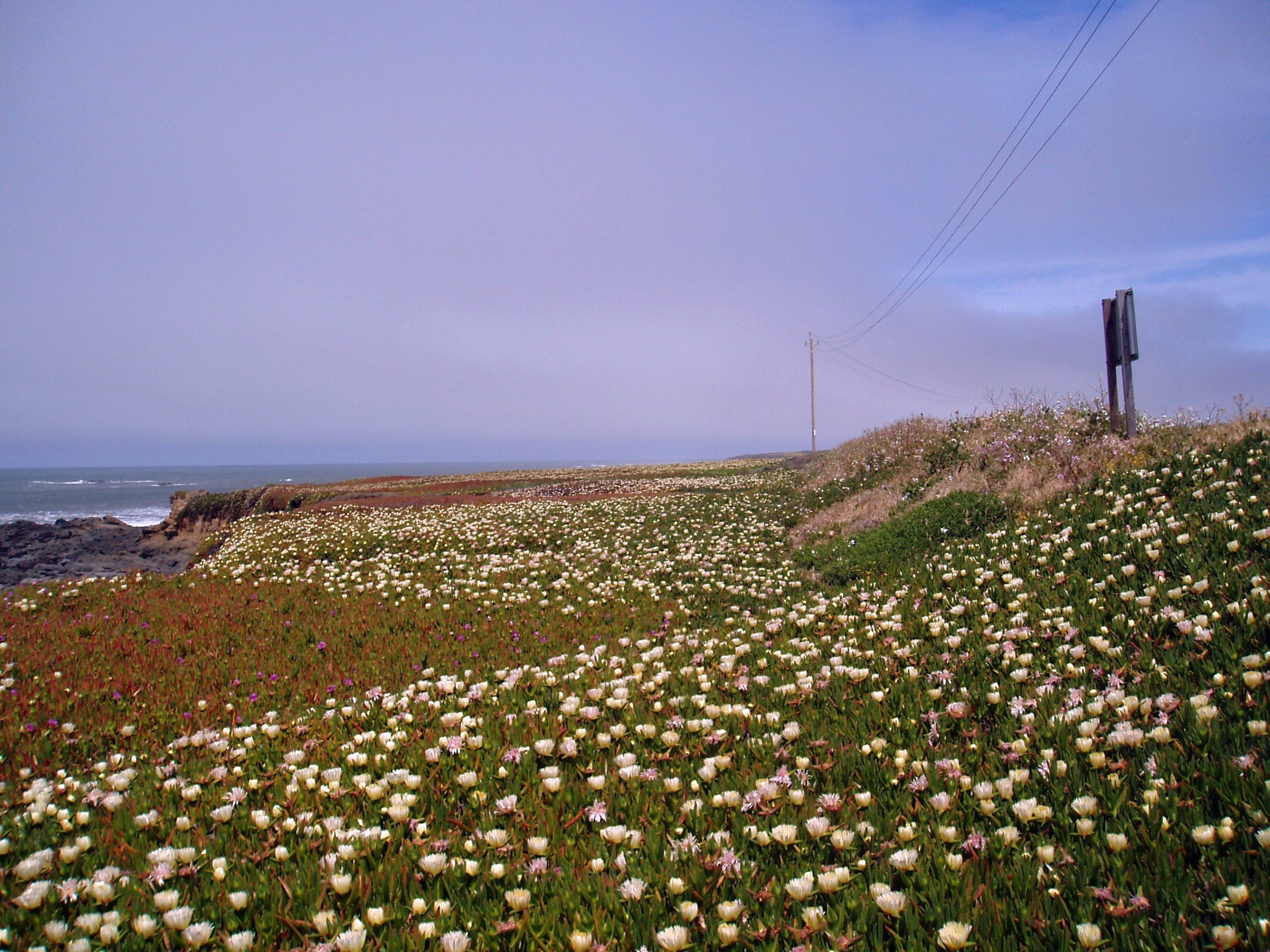
C. edulis forma grans zones on és l'única planta

Com a invasora afecta sobretot Austràlia, Califòrnia i la Conca del Mediterrani, ja que comparteixen un clima similar, amb gelades inexistents o suaus. Aquesta planta es propaga per llavors o fragments de la planta. S'ha plantat intencionadament per a jardineria i protecció de talussos.

### Mediterrani
A la zona litoral, Carpobrotus s'ha estès ràpidament i hi ha zones totalment cobertes per aquesta planta. El problema s'agreuja, ja que una altra espècie invasora (la rata negra), amb els seus excrements, contribueix a estendre la planta.

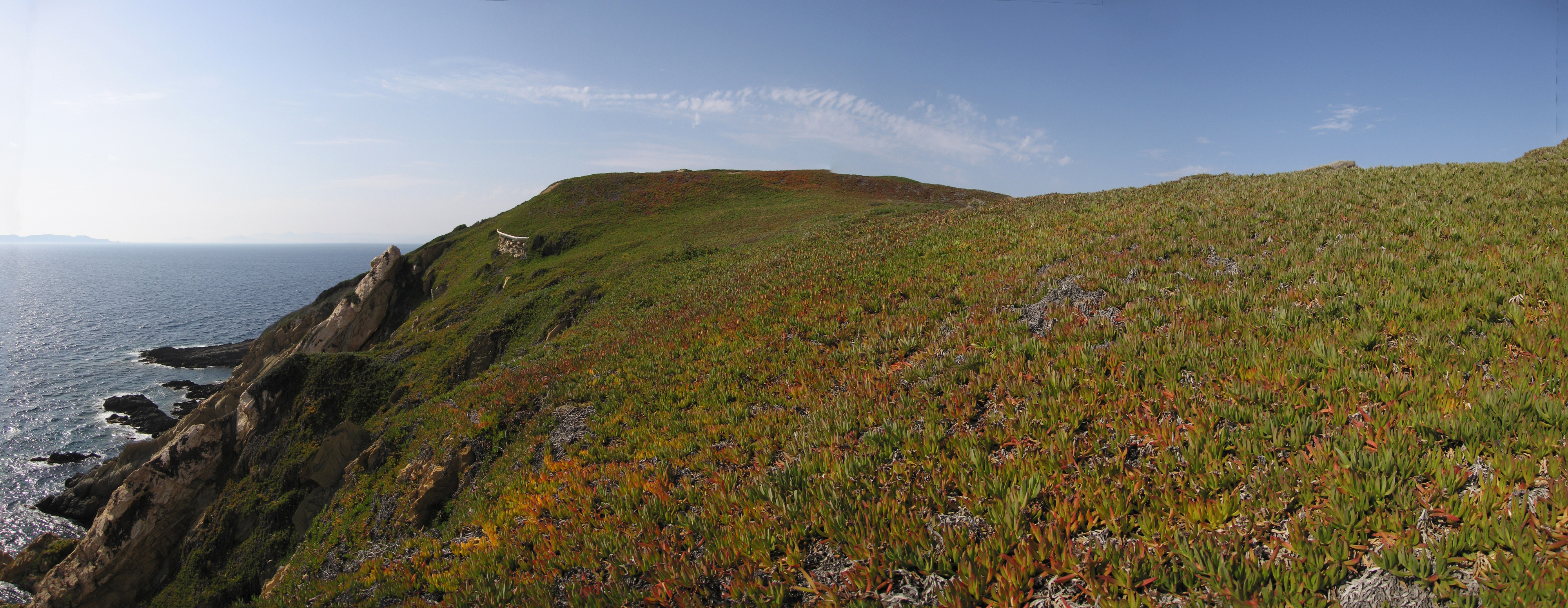
Part de l'Illa Bagaud coberta de C. edulis (Parc Nacional de Port-Cros).

## Destrucció
Es pot fer traient les plantes de forma manual o amb maquinària de moviments de terres, ja que és necessari treure les tiges enterrades i fer mulching del sòl per evitar que torni a sortir. Com herbicida es pot fer servir el glifosat. Cremant-los no s'aconsegueix fer-los desaparèixer, ja que els seus teixits contenen molta humitat.

### Ecologia
Al seu medi natural de Sud-àfrica, les tortugues es mengen les fulles, les serps s'hi amaguen per capturar les preses. Les abelles, Xylocopa i coleòpters pol·linitzen les seves flors. Els antílops i babuïns es mengen les flors i els fruits, que també dispersen les llavors. També els humans se'n mengen els fruits (sovint en forma de melmelada).